# Episodi di Flikken (seconda stagione)
La seconda stagione della serie televisiva Flikken è stata trasmessa in anteprima in Belgio dalla één tra il 15 ottobre 2000 e il 7 gennaio 2001.
| nº | Titolo originale         | Titolo italiano | Prima TV Belgio  | Prima TV Italia |
| -- | ------------------------ | --------------- | ---------------- | --------------- |
| 1  | Gif                      | inedito         | 15 ottobre 2000  | inedito         |
| 2  | Scoren                   | inedito         | 22 ottobre 2000  | inedito         |
| 3  | Bonanza                  | inedito         | 29 ottobre 2000  | inedito         |
| 4  | Het kind van de rekening | inedito         | 6 novembre 2000  | inedito         |
| 5  | Hold-up                  | inedito         | 12 novembre 2000 | inedito         |
| 6  | Steen des Aanstoots      | inedito         | 19 novembre 2000 | inedito         |
| 7  | Moordschuld              | inedito         | 26 novembre 2000 | inedito         |
| 8  | Dikke vrienden           | inedito         | 3 dicembre 2000  | inedito         |
| 9  | Land van belofte         | inedito         | 10 dicembre 2000 | inedito         |
| 10 | Gentse Feesten           | inedito         | 17 dicembre 2000 | inedito         |
| 11 | Happy End                | inedito         | 24 dicembre 2000 | inedito         |
| 12 | Schone schijn            | inedito         | 31 dicembre 2000 | inedito         |
| 13 | Stille Nacht             | inedito         | 7 gennaio 2001   | inedito         |